# Soledad Acuña
María Soledad Acuña (San Carlos de Bariloche, 23 de marzo de 1975) es una política argentina. Desde 2015, año en que asumió Horacio Rodríguez Larreta como jefe de Gobierno, hasta diciembre de 2023 se desempeñó como ministra de Educación de la Ciudad de Buenos Aires.

## Biografía
Nació en marzo de 1975 en la ciudad de San Carlos de Bariloche, Provincia de Río Negro, Argentina. Cursó sus estudios primarios y secundarios en Bariloche, en el Instituto Primo Capraro, dependiente de la Asociación Cultural Germano Argentina de esa ciudad, por entonces presidida por el criminal de guerra nazi Erich Priebke.
Estudió Ciencia Política en la Universidad de Buenos Aires y luego realizó una maestría en Administración y Políticas Públicas en la Universidad de San Andrés.
Desde 2022 está casada con el político Diego Kravetz con quien tiene 3 hijos.

### Trayectoria
En 1997 ingresó a la Fundación Grupo Sophia, donde fue directora del Área de Reforma del Estado y Gestión Pública de la fundación. allí conocer a Horacio Rodríguez Larreta y Mauricio Macri.
Desde 2003 hasta 2007 fue legisladora de la Ciudad de Buenos Aires, en ese entonces la mujer legisladora más joven del recinto junto con el también joven Marcos Peña. Cuando en 2007 el PRO, Mauricio Macri fue nombrada Subsecretaría de Promoción Social del Ministerio de Desarrollo Social de la Ciudad de Buenos Aires. En 2011 pasó a desempeñarse como subsecretaria de Equidad Educativa del Ministerio de Educación de la Ciudad de Buenos Aires.
Del 10 de diciembre de 2015 hasta el 10 de diciembre de 2023 se desempeñó como ministra de Educación de la Ciudad de Buenos Aires. Su sucesora fue María de las Mercedes Miguel, con quien Soledad Acuña había compartido equipo cuando Esteban Bullrich fue ministro de Educación de la Ciudad de Buenos Aires (2009 - 2015).

## Ministra de Educación de la Ciudad de Buenos Aires (2015 - 2023)

### Características de su gestión
A principios del año 2021, en contexto de pandemia por el COVID-19, solicitó al Gobierno Nacional la vuelta a presencialidad escolar, lo que fue avalado por la Corte Suprema.
Otros hechos tras su paso por la gestión fueron la construcción de escuelas (de acuerdo a fuentes oficiales más de 50 en 8 años), la propuesta de transformación de la formación docente con la creación de la Universidad de la Ciudad de Buenos Aires (UNICABA), la modificación del Estatuto del Docente, la creación de escuelas públicas bilingües, la reforma de la escuela secundaria con la implementación de la llamada «Secundaria del Futuro» y la puesta en marcha de las pasantías laborales obligatorias.

### Controversias
Fue criticada por sus dichos sobre los docentes en una entrevista por redes sociales en donde exclamó que los docentes prefieren militar en política antes que hacer docencia. En esa misma entrevista dijo que un «hay un sesgo a la izquierda cada vez más fuerte» entre los maestros y los alumnos.
Fue criticada por sus dichos en referencia a los chicos que quedaron por fuera del sistema educativo tras el primer impacto de la pandemia en el 2020. Sostuvo que "era demasiado tarde recuperar e incluirlos nuevamente".  Agregó además que esos chicos están trabajando para el narcotráfico. Recibió críticas desde los gremios y ministros de educación.
La noche del 27 de septiembre de 2022, para abordar un conflicto con estudiantes de escuela secundaria, envió notificaciones de procesos contravencionales iniciados en sede judicial ese mismo día en contra de madres y padres de esos estudiantes, a través del uso de las fuerzas de seguridad. Por este motivo, autoridades gremiales presentaron una denuncia penal por persecución política y criminalización de la protesta.